# Gustav von Kemnitz
Gustav Friedrich Franz Christoph Wilhelm von Kemnitz (* 25. Juli 1807 in Wandsbek; † 31. August 1886 in Gernrode) war ein deutscher Kammerherr.

## Leben

### Herkunft
Von Kemnitz war Sohn des Franz Friedrich von Kemnitz (1783–1812), einem Kaufmann in Hamburg, und dessen Ehefrau Johannna Cecilia Witte (1780–?), Tochter des Georg Nicolaus Witt, einem Holzhändler aus Hamburg.

### Karriere
Bis 1824 wirkte von Kemnitz als Assessor am Oberlandesgericht zu Magdeburg. Bis 1832 wurde er Oberlandesgerichtsrat desselben Oberlandesgerichts. Im selben Jahre wurde er auch Mitglied der Revisions-Collegia. In dieser Position blieb er bis mindestens 1839. 1838 gründete er eine Raffinerie Cuny & Co. mit. 1848 diente er im Landtag von Anhalt-Bernburg. Ende Dezember 1848 unterzeichnete er eine Petition zur Forderung einer freien, konstitutionellen Monarchie. 1849 nahm er seinen Abschied und ging in den Ruhestand. Darauf wurde ihm der Rote Adlerorden IV. Klasse verliehen.
Von Kemnitz wurde später Pächter einer Domäne in Bernburg. Am 10. September 1860 wurde von Kemnitz zum Ehrenritter des Johanniterordens erklärt. Zu dieser Zeit wohnte er in Bernburg. 1862 war er Mitglied eines Komitees zur Förderung des Baus der Köthen-Bernburger Bahn durch Aschersleben. Bis 1867 wurde er Kammerherr am Hofe des Fürsten von Anhalt und zog nach Gernrode. Bis 1883 wurde er auch noch Besitzer des Ritterguts Bielewo in Posen.

### Familie
Am 27. Oktober 1829 heiratete er in Wandsbek Johanna Caecilie Auguste Saphir, Tochter des Hamburger Kaufmanns Johann Christoph Saphir und dessen Ehefrau Catharina Dorothea von Gralan. Am 10. November 1839 heiratete er in zweiter Ehe Maria Bennecke (1822–1901), Tochter des Carl Wilhelm Bennecke (1795–1866), einem Amtsrat in Staßfurt. Mit Maria hatte er mehrere Kinder, darunter: 
- Hans Jakob Joachim von Kemnitz (1853–1922), deutscher Verwaltungsbeamter
- Franz Friedrich Gustav von Kemnitz (1854–1924), preußischer Major und Ehrenritter des Johanniterordens
- Anna von Kemnitz (1842–1891)

## Auszeichnungen
- Komtur II. Klasse des Hausordens Albrechts des Bären
- Ehrenritter des Johanniterordens im Jahre 1860
- IV. Klasse des Roten Adlerordens im Jahre 1849[17]
- Rettungsmedaille im Jahre 1849[18]
- III. Klasse des preußischen Kronenordens
- Kriegsgedenkmünze 1864 für Nichtkombattanten
- Kriegsgedenkmünze 1870/71 für Nichtkombattanten